# صادق العظم
صادق بن صالح المؤيد آل عظم (توفي 1329 هـ - 1911 م) هو رجل دولة عثماني ورحالة وقائد عسكري في الجيش العثماني برتبة فريق أول. كان ياوراً للسلطان عبد الحميد الثاني عام 1300 هـ، ثم مفوض الدولة العثمانية في بلغاريا قبل استقلالها ومحافظ جدة . ألف عدة كتب عن رحلاته.

## نسبه ونشأته
هو صادق باشا بن صالح أزدشير بك بن مؤيد باشا من الأسرة الدمشقية آل العظم. ولد في دمشق ودرس في مدرسة عنتورا بلبنان ومدرسة البستاني في بيروت. أتم تحصيله العسكري في المدرسة الحربية العثمانية في الأستانة وتخرج منها برتبة ملازم. ودرس أيضا في برلين وقام بزيارات عديدة إلى أوروبا.

## مسيرته مع الجيش العثماني
بعد تخرجه من المدرسة الحربية أخذ يتدرج في المراتب العسكرية إلى أن بلغ رتبة فريق أول. شغل عدة مناصب أولها كان عندما عينه السلطان عبد الحميد الثاني ياورا له عام 1300 هـ. وشغل بعدها منصب مفوض الحكومة العثمانية لدى بلغاريا قبل استقلالها وتولى بعد إعلان الدستور محافظة جدة وكان السلطان عبد الحميد خان يعتمد عليه فوجهه إلى الإمام مهدي السنوسي بمهمة سياسية مرتين الأولى في جغبوب والثانية في الكفرة الواقعة في الصحراء الكبرى.
والمهمة الأخرى كانت رحلته إلى الحبشة موفداً من قبل السلطان عبد الحميد في ربيع وصيف سنة 1896 م (1313 هـ). كان هدف الرحلة نقل رسالة ودية من السلطان العثماني إلى النجاشي منليك الثاني إمبراطور الحبشة الذي استقبله باكرام وحفاوه. صنف بعد الرحلة كتاب الرحلة إلى الحبشة وقد ترجمه رفيق العظم إلى العربية. بدأ صادق باشا رحلته في 15 إبريل/ نيسان من سنة 1896 م، منطلقاً من ميناء الآستانة على ظهر باخرة فرنسية متجهة إلى مرسيليا، ورجع إلى الآستانة على ظهر باخرة روسية يوم 16 يوليو/ تموز من العام نفسه، واستمرَّت رحلته ثلاثة أشهر. في هذه الأشهر الثلاث مر صادق باشا بالبارجة بموانئ اليونان وإيطاليا وبور سعيد إلى سواحل جيبوتي وبالقطارات بين الإسماعيلية والإسكندرية ودريدوه وهراري. واستخدم الطرق التقليدية كالبغال لعبور الجبال والأدغال والأنهار وصولا إلى أديس أبابا.
آخر عمل أودعه اليه السلطان عبد الحميد هو تمديد خط التلغراف من دمشق إلى المدينة المنورة فقام بهذا الأمر رغم المشاكل الكثيرة التي اعترضت طريقه من تسلط العربان. عملية مد التلغراف كانت من ضمن عملية بناء سكة حديدية كان لإنشاء السكة فوائد عديدة منها وهو أهمها تسهيل الحج بدل قوافل الإبل التي تأخذ 40 يوما من المعاناة بين دمشق والمدينة، ثم ان دمشق يأتيها الحجاج من الاناضول ووسط آسيا والعراق ووفارس والقوقاز لذلك فان السكة ستخدم جمهور المسلمين وتزيد الرابطة الإسلامية، الفائدة الأخرى هي تسهيل نقل الجنود والمعدات لاحكام السيطرة على الشام والحجاز واليمن خصوصا ان الإنجليز استولوا على مصر وقناة السويس. وذكر صادق باشا في كتابه تفاصيل عن عملية مد التلغراف وعن الحروب والصراعات القائمة في الحبشة في تلك الفترة. وقد حُرر الكتاب من قبل الشاعر نوري الجراح.
صنف أيضا كتاب باسم الرحلة إلى صحراء إفريقية الكبرى سنة 1318 بالتركية وترجمه عنها إلى العربية جميل العظم.
و أخيرا توفي عام 1911 م في دمشق وقيل في الأستانة على أثر مرض حل به.